# اشليحات (حوض اللوكوس)
اشليحات هو دُوَّار يقع بجماعة زوادة، إقليم العرائش، جهة طنجة تطوان الحسيمة في المملكة المغربية. ينتمي الدوّار لمشيخة حوض اللوكوس التي تضم 11 دوار. يقدر عدد سكانه بـ 1222 نسمة حسب الإحصاء الرسمي للسكان والسكنى لسنة 2004.

## روابط خارجية
- البوابة الوطنية للجماعات الترابية
- المندوبية السامية للتخطيط